# 上智社会福祉専門学校
上智社会福祉専門学校（じょうちしゃかいふくしせんもんがっこう）とは東京都千代田区にかつて存在した専門学校である。設置者は上智大学、上智大学短期大学部と同じ学校法人上智学院。

## 概要
開校当初は各種学校だったが、のちに専修学校となった。また、長らく夜間開講の学校だったが、一部の学科が昼間開講へ移行したり、学生の居住範囲を限定させた通信課程も開設していた。所在地は上智大学の四谷キャンパスと同じであり、様々な形で大学と連携していた。例えば、施設が共用・共有されており（一部の施設を除く）、上智大学の授業の中には本学の卒業要件科目・単位に加算されるという科目も存在した。また、成績優秀者を対象とした上智大学総合人間科学部社会福祉学科への推薦編入学制度もあった。
2022年3月31日をもって閉校した。

## 沿革
- 1963年 - 上智大学社会福祉専修科が厚生省（当時）より「社会福祉主事養成機関」として指定される
- 1964年 - 上智大学社会福祉専修科が発足
- 1966年 - 各種学校・上智大学社会福祉専修学校が認可・設立[1]（社会福祉主事養成専攻・保母養成専攻）、「保母養成機関」として指定
- 1967年 - 社会福祉主事養成専攻を社会福祉主事課程に、保母養成専攻を保母課程に改称
- 1976年 - 学校教育法改正に伴い、上智社会福祉専門学校認可。二つの課程を専門課程と改称
- 1982年 - 社会福祉主事専門課程を社会福祉専門課程と改称。同課程に社会福祉主事科、児童指導員科をおく
- 1993年 - 社会福祉専門課程に介護福祉士科を新設
- 1997年 - 社会福祉専門課程児童指導員科を改組し、社会福祉士・児童指導員科を新設。これに伴い、社会福祉士一般養成施設として指定
- 1999年 - 児童福祉法改正に伴い、保母専門課程保母科を保育専門課程保育士科と改称
- 2001年 - 社会福祉主事科の学生募集を停止
- 2002年 - 社会福祉主事科を廃科
- 2006年 - 精神保健福祉士通信課程（短期）を開設
- 2011年 - 介護福祉士科を昼間二年制に移行
- 2020年 - 保育士科を廃止する予定[2]
- 2021年 - 学生募集を停止する予定[3]
- 2022年3月 - 閉校[1]。

## 組織
- 保育士科
- 社会福祉士・児童指導員科
- 介護福祉士科
- 精神保健福祉士通信教育課程（短期）

## 著名な出身者
- 玉城デニー（沖縄県知事、元衆議院議員・沖縄市議・タレント）